# 싸이코패스 룸메이트
《싸이코패스 룸메이트》(영어: A Father's Nightmare)는 캐나다의 텔레비전 스릴러 영화로, 비크 사린과 비제이 사린이 감독을 맡았다. 2018년 7월 22일 라이프타임에서 첫 방영하였다.

## 줄거리
체조 장학금으로 대학에 들어간 순진한 신입생 리사는 복수심으로 가득찬 연상의 룸메이트 버네사를 만난다.
버네사는 리사와 팀 동료들 사이를 이간질하고 자존감을 갉아먹다가 운동 능력을 향상시켜준다며 의사 처방전이 필요한 약을 여럿 혼합해 환각과 편집증을 유발하고 버네사 자신을 향한 의존도를 높인다. 약물 검사 후 리사가 퇴학 위기에 몰리자 아예 자살을 시도하도록 조종한다.
뭔가 크게 잘못된 낌새를 알아챈 아버지 맷은 조사를 시작하고, 덮어둔 옛 과거와 마주하는데...

## 출연
- 제시카 라운즈 - 버네사 / 어맨다 역
- 케이틀린 버나드 - 리사 카마이클 역
- 조엘 그레치 - 맷 카마이클 역
- 애너베스 기시 - 매디 스튜어트 역
- 애나 골리아 - 사샤 역